# Première circonscription du Tarn
La première circonscription du Tarn est l'une des trois circonscriptions législatives françaises que compte le département du Tarn (81) situé en région Occitanie.

## Description géographique et démographique

### Avant le redécoupage de 2010
La première circonscription du Tarn est délimitée par le découpage électoral de la loi no 86-1197 du 24 novembre 1986
, elle regroupe les divisions administratives suivantes :
- Canton d'Albi-Nord-Est
- Canton d'Albi-Nord-Ouest
- Canton de Carmaux-Nord
- Canton de Carmaux-Sud
- Canton de Cordes
- Canton de Monestiés
- Canton de Pampelonne
- Canton de Valderiès
- Canton de Valence-d'Albigeois
- Canton de Vaour
- Canton de Villefranche-d'Albigeois

D'après le recensement général de la population en 1999, réalisé par l'Institut national de la statistique et des études économiques (INSEE), la population totale de cette circonscription est estimée à 69538 habitants,.

### Après le redécoupage de 2010
Depuis le redécoupage de 2010 elle regroupe les cantons suivants : Alban, Albi Centre, Albi Est, Albi Sud, Anglès, Brassac, Castres-Est, Castres Sud, Lacaune, Montredon-Labessonnié, Murat-sur-Vèbre, Réalmont, Rocquecourbe, Vabre, Valence-d’Albigeois, Villefranche d’Albigeois.
- Canton d'Alban
- Canton d'Albi-Centre
- Canton d'Albi-Est
- Canton d'Albi-Sud
- Canton d'Anglès
- Canton de Brassac
- Canton de Castres-Est
- Canton de Castres-Sud
- Canton de Lacaune
- Canton de Montredon-Labessonnié
- Canton de Murat-sur-Vèbre
- Canton de Réalmont
- Canton de Rocquecourbe
- Canton de Vabre
- Canton de Valence-d'Albigeois
- Canton de Villefranche-d'Albigeois

La population totale de cette circonscription est alors estimée à 111 534 habitants

## Historique des députations
| Législature | Début de mandat | Fin de mandat  | Député                | Parti politique | Observations |
| ----------- | --------------- | -------------- | --------------------- | --------------- | --- |
| IXe         | 23 juin 1988    | 1er avril 1993 | Pierre Bernard        | PS              | |
| Xe          | 2 avril 1993    | 21 avril 1997  | Paul Quilès,          | PS,             | Maire de Cordes-sur-Ciel à partir de 1995 Mandat écourté à la suite d'une dissolution parlementaire décidée par Jacques Chirac. |
| XIe         | 12 juin 1997    | 18 juin 2002   | Paul Quilès,          | PS,             | Président de la Commission de la Défense de l'Assemblée nationale Maire de Cordes-sur-Ciel                                      |
| XIIe        | 19 juin 2002    | 19 juin 2007   | Paul Quilès,          | PS,             | Maire de Cordes-sur-Ciel |
| XIIIe       | 20 juin 2007    | 19 juin 2012   | Jacques Valax         | PS              | Vice-président du conseil général du Tarn Conseiller général pour le canton d'Albi-Ouest                                        |
| XIVe        | 20 juin 2012    | 20 juin 2017   | Philippe Folliot      | AC              | |
| XVe         | 21 juin 2017    | 21 juin 2022   | Philippe Folliot      | AC              | |
| XVIe        | 22 juin 2022    | 9 juin 2024    | Frédéric Cabrolier    | RN              | Mandat écourté à la suite d'une dissolution parlementaire décidée par Emmanuel Macron.                                          |
| XVIIe       | 8 juillet 2024  | En cours       | Philippe Bonnecarrère | AC              | |

## Historique des élections

### Élections de 1958
| Candidat       | Candidat             | Parti          | Premier tour | Premier tour | Second tour | Second tour |  |
| Candidat       | Candidat             | Parti          | Voix         | %            | Voix        | %           |  |
| -------------- | -------------------- | -------------- | ------------ | ------------ | ----------- | ----------- |  |
|                | Édouard Rieunaud élu | MRP            | 16 984       | 31,41        | 26 842      | 49,05       |  |
|                | Maurice Deixonne     | SFIO           | 15 469       | 28,61        | 16 678      | 30,48       |  |
|                | Marcel Pelissou      | PCF            | 11 447       | 21,17        | 11 200      | 20,47       |  |
|                | Robert Poux          | CNIP           | 5 983        | 11,06        | Retrait     | Retrait     |  |
|                | Jean-Paul Taurines   | Extrême droite | 4 190        | 7,75         | Retrait     | Retrait     |  |
|                |                      |                |              |              |             |             |  |
| Inscrits       | Inscrits             | Inscrits       | 70 386       | 100,00       | 70 385      | 100,00      |  |
| Abstentions    | Abstentions          | Abstentions    | 13 774       | 19,57        | 13 806      | 19,61       |  |
| Votants        | Votants              | Votants        | 56 612       | 80,43        | 56 579      | 80,39       |  |
| Blancs et nuls | Blancs et nuls       | Blancs et nuls | 2 539        | 4,48         | 1 859       | 3,29        |  |
| Exprimés       | Exprimés             | Exprimés       | 54 073       | 95,52        | 54 720      | 96,71       |  |

Le suppléant d'Édouard Rieunaud était Célestin Capelle.

### Élections de 1962
| Candidat       | Candidat                 | Parti          | Premier tour | Premier tour | Second tour | Second tour |  |
| Candidat       | Candidat                 | Parti          | Voix         | %            | Voix        | %           |  |
| -------------- | ------------------------ | -------------- | ------------ | ------------ | ----------- | ----------- |  |
|                | Édouard Rieunaud sortant | MRP            | 21 257       | 42,05        | 24 741      | 44,3        |  |
|                | André Raust élu          | SFIO           | 18 622       | 36,84        | 31 104      | 55,7        |  |
|                | Marcel Pelissou          | PCF            | 10 672       | 21,11        | Retrait     | Retrait     |  |
|                |                          |                |              |              |             |             |  |
| Inscrits       | Inscrits                 | Inscrits       | 71 111       | 100,00       | 71 194      | 100,00      |  |
| Abstentions    | Abstentions              | Abstentions    | 17 724       | 24,92        | 13 311      | 18,7        |  |
| Votants        | Votants                  | Votants        | 53 387       | 75,08        | 57 883      | 81,3        |  |
| Blancs et nuls | Blancs et nuls           | Blancs et nuls | 2 836        | 5,31         | 2 038       | 3,52        |  |
| Exprimés       | Exprimés                 | Exprimés       | 50 551       | 94,69        | 55 845      | 96,48       |  |

Le suppléant d'André Raust était le Docteur Raymond Sans, Radical, Président de l'Association des Maires du Tarn, conseiller général, maire d'Alban.

### Élections de 1967
| Candidat       | Candidat                  | Parti          | Premier tour | Premier tour | Second tour | Second tour |  |
| Candidat       | Candidat                  | Parti          | Voix         | %            | Voix        | %           |  |
| -------------- | ------------------------- | -------------- | ------------ | ------------ | ----------- | ----------- |  |
|                | André Raust sortant réélu | FGDS (SFIO)    | 22 005       | 36,48        | 33 428      | 55,88       |  |
|                | Émile Albet               | Rad            | 15 528       | 25,74        | 26 388      | 44,12       |  |
|                | Henry Bressolier          | UD-Ve          | 11 933       | 19,78        | Retrait     | Retrait     |  |
|                | Aimé Cathala              | PCF            | 10 853       | 17,99        | Retrait     | Retrait     |  |
|                |                           |                |              |              |             |             |  |
| Inscrits       | Inscrits                  | Inscrits       | 73 485       | 100,00       | 73 474      | 100,00      |  |
| Abstentions    | Abstentions               | Abstentions    | 11 183       | 15,22        | 11 095      | 15,1        |  |
| Votants        | Votants                   | Votants        | 62 302       | 84,78        | 62 379      | 84,9        |  |
| Blancs et nuls | Blancs et nuls            | Blancs et nuls | 1 983        | 3,18         | 2 563       | 4,11        |  |
| Exprimés       | Exprimés                  | Exprimés       | 60 319       | 96,82        | 59 816      | 95,89       |  |

Le suppléant d'André Raust était André Alousque, professeur, conseiller général du canton de Pampelonne.

### Élections de 1968
| Candidat       | Candidat             | Parti          | Premier tour | Premier tour | Second tour | Second tour |  |
| Candidat       | Candidat             | Parti          | Voix         | %            | Voix        | %           |  |
| -------------- | -------------------- | -------------- | ------------ | ------------ | ----------- | ----------- |  |
|                | André Raust sortant  | FGDS (SFIO)    | 16 874       | 28,52        | 28 600      | 48,05       |  |
|                | Henry Bressolier élu | UDR (URP)      | 15 464       | 26,13        | 30 921      | 51,95       |  |
|                | Édouard Rieunaud     | CD (PDM)       | 14 531       | 24,56        | Retrait     | Retrait     |  |
|                | Aimé Cathala         | PCF            | 9 727        | 16,44        | Retrait     | Retrait     |  |
|                | André Croste         | PSU            | 2 577        | 4,36         |             |             |  |
|                |                      |                |              |              |             |             |  |
| Inscrits       | Inscrits             | Inscrits       | 73 444       | 100,00       | 73 261      | 100,00      |  |
| Abstentions    | Abstentions          | Abstentions    | 12 849       | 17,49        | 11 994      | 16,37       |  |
| Votants        | Votants              | Votants        | 60 595       | 82,51        | 61 267      | 83,63       |  |
| Blancs et nuls | Blancs et nuls       | Blancs et nuls | 1 422        | 2,35         | 1 746       | 2,85        |  |
| Exprimés       | Exprimés             | Exprimés       | 59 173       | 97,65        | 59 521      | 97,15       |  |

Le suppléant d'Henry Bressolier était Gérard Maraval, agriculteur, maire de Padiès.

### Élections de 1973
| Candidat       | Candidat                 | Parti          | Premier tour | Premier tour | Second tour | Second tour |  |
| Candidat       | Candidat                 | Parti          | Voix         | %            | Voix        | %           |  |
| -------------- | ------------------------ | -------------- | ------------ | ------------ | ----------- | ----------- |  |
|                | André Billoux élu        | PS (UGSD)      | 18 447       | 29,05        | 36 577      | 55,9        |  |
|                | Henry Bressolier sortant | UDR (URP)      | 13 575       | 21,38        | 28 854      | 44,1        |  |
|                | Jacqueline Falgayrac     | PCF            | 12 295       | 19,36        | Retrait     | Retrait     |  |
|                | Laurent Mathieu          | CDP            | 9 336        | 14,7         | Retrait     | Retrait     |  |
|                | André Gayrard            | CNIP           | 3 317        | 5,22         |             |             |  |
|                | Daniel Fedou             | Rad (MR)       | 3 917        | 6,17         |             |             |  |
|                | Alain Bousquet           | Divers droite  | 1 275        | 2,01         |             |             |  |
|                | M. Mignard               | LCR            | 1 035        | 1,63         |             |             |  |
|                | Maurice Mercadier        | FP             | 309          | 0,49         |             |             |  |
|                |                          |                |              |              |             |             |  |
| Inscrits       | Inscrits                 | Inscrits       | 76 872       | 100,00       | 76 809      | 100,00      |  |
| Abstentions    | Abstentions              | Abstentions    | 11 649       | 15,15        | 9 774       | 12,73       |  |
| Votants        | Votants                  | Votants        | 65 223       | 84,85        | 67 035      | 87,27       |  |
| Blancs et nuls | Blancs et nuls           | Blancs et nuls | 1 717        | 2,63         | 1 604       | 2,39        |  |
| Exprimés       | Exprimés                 | Exprimés       | 63 506       | 97,37        | 65 431      | 97,61       |  |

Le suppléant d'André Billoux était Pierre Bernard, docteur en médecine, maire de Trébas.

### Élections de 1978
| Candidat       | Candidat                    | Parti          | Premier tour | Premier tour | Second tour | Second tour |  |
| Candidat       | Candidat                    | Parti          | Voix         | %            | Voix        | %           |  |
| -------------- | --------------------------- | -------------- | ------------ | ------------ | ----------- | ----------- |  |
|                | André Billoux sortant réélu | PS             | 28 263       | 38,69        | 44 658      | 59,74       |  |
|                | Marie-Christine Fournier    | RPR            | 15 765       | 21,58        | 30 093      | 40,26       |  |
|                | Nelly Foissac               | PCF            | 15 037       | 20,58        | Retrait     | Retrait     |  |
|                | Claude Gourg                | UDF (PR)       | 10 736       | 14,7         |             |             |  |
|                | Martine Maurel              | Divers droite  | 1 511        | 2,07         |             |             |  |
|                | Serge Franceschina          | LO             | 959          | 1,31         |             |             |  |
|                | Christine Faral             | LCR            | 783          | 1,07         |             |             |  |
|                |                             |                |              |              |             |             |  |
| Inscrits       | Inscrits                    | Inscrits       | 86 904       | 100,00       | 86 888      | 100,00      |  |
| Abstentions    | Abstentions                 | Abstentions    | 11 766       | 13,54        | 10 315      | 11,87       |  |
| Votants        | Votants                     | Votants        | 75 138       | 86,46        | 76 573      | 88,13       |  |
| Blancs et nuls | Blancs et nuls              | Blancs et nuls | 2 084        | 2,77         | 1 822       | 2,38        |  |
| Exprimés       | Exprimés                    | Exprimés       | 73 054       | 97,23        | 74 751      | 97,62       |  |

Le suppléant d'André Billoux était Pierre Bernard.

André Billoux décède le 9 octobre 1980, et Pierre Bernard devient député.

### Élections de 1981
| Candidat       | Candidat                     | Parti          | Premier tour | Premier tour | Second tour | Second tour |  |
| Candidat       | Candidat                     | Parti          | Voix         | %            | Voix        | %           |  |
| -------------- | ---------------------------- | -------------- | ------------ | ------------ | ----------- | ----------- |  |
|                | Pierre Bernard sortant réélu | PS             | 30 819       | 47,88        | 44 921      | 65,65       |  |
|                | Pierre Nespoulous            | UDF (CDS)      | 14 502       | 22,53        | 23 502      | 34,35       |  |
|                | Nelly Foissac                | PCF            | 10 362       | 16,10        |             |             |  |
|                | Raymond Skutnik              | RPR (UNM)      | 7 417        | 11,52        |             |             |  |
|                | Michèle Puel                 | LO             | 675          | 1,05         |             |             |  |
|                | Patrice Kalfa                | LCR            | 590          | 0,92         |             |             |  |
|                |                              |                |              |              |             |             |  |
| Inscrits       | Inscrits                     | Inscrits       | 88 617       | 100,00       | 88 608      | 100,00      |  |
| Abstentions    | Abstentions                  | Abstentions    | 22 918       | 25,86        | 18 438      | 20,81       |  |
| Votants        | Votants                      | Votants        | 65 699       | 74,14        | 70 170      | 79,19       |  |
| Blancs et nuls | Blancs et nuls               | Blancs et nuls | 1 334        | 2,03         | 1 747       | 2,49        |  |
| Exprimés       | Exprimés                     | Exprimés       | 64 365       | 97,97        | 68 423      | 97,51       |  |

Le suppléant de Pierre Bernard était Christian Carrillo, instituteur, conseiller général du canton d'Albi-Centre, conseiller municipal d'Albi.

### Élections de 1988
|                | Pierre Bernard sortant réélu | PS             | 22 093 | 54,56  |  |  |  |
|                | Richard Canac                | UDF (PR) (URC) | 10 366 | 25,6   |  |  |  |
|                | Nelly Foissac                | PCF            | 4 995  | 12,34  |  |  |  |
|                | Marie-Christine Boutonnet    | FN             | 2 458  | 6,07   |  |  |  |
|                | Marcel Petitjean             | Divers droite  | 580    | 1,43   |  |  |  |
|                |                              |                |        |        |  |  |  |
| Inscrits       | Inscrits                     | Inscrits       | 57 317 | 100,00 |  |  |  |
| Abstentions    | Abstentions                  | Abstentions    | 15 739 | 27,46  |  |  |  |
| Votants        | Votants                      | Votants        | 41 578 | 72,54  |  |  |  |
| Blancs et nuls | Blancs et nuls               | Blancs et nuls | 1 086  | 2,61   |  |  |  |
| Exprimés       | Exprimés                     | Exprimés       | 40 492 | 97,39  |  |  |  |

Le suppléant de Pierre Bernard était Jacques Goulesque, maire de Carmaux.

### Élections de 1993
| Candidat       | Candidat               | Parti          | Premier tour | Premier tour | Second tour | Second tour |  |
| Candidat       | Candidat               | Parti          | Voix         | %            | Voix        | %           |  |
| -------------- | ---------------------- | -------------- | ------------ | ------------ | ----------- | ----------- |  |
|                | Paul Quilès élu        | PS (ADFP)      | 14 149       | 35,73        | 21 590      | 53,73       |  |
|                | Richard Canac          | UDF (PR)       | 12 489       | 31,54        | 18 596      | 46,27       |  |
|                | Nelly Foissac          | PCF            | 4 446        | 11,23        |             |             |  |
|                | Jean-Claude Aubin      | FN             | 2 881        | 7,28         |             |             |  |
|                | Francis Maffre         | GÉ (EÉ)        | 2 523        | 6,37         |             |             |  |
|                | Christiane Villaudiere | LT-LNÉ         | 1 286        | 3,25         |             |             |  |
|                | Jacqueline Quilès      | AP             | 913          | 0,67         |             |             |  |
|                | Vincent Lopez          | LO             | 461          | 0,67         |             |             |  |
|                | Jacques Mathieu        | LCR            | 267          | 0,67         |             |             |  |
|                | Denis Dreuilhe         | PLN            | 181          | 0,46         |             |             |  |
|                |                        |                |              |              |             |             |  |
| Inscrits       | Inscrits               | Inscrits       | 56 796       | 100,00       | 56 788      | 100,00      |  |
| Abstentions    | Abstentions            | Abstentions    | 13 999       | 24,65        | 13 101      | 23,07       |  |
| Votants        | Votants                | Votants        | 42 797       | 75,35        | 43 687      | 76,93       |  |
| Blancs et nuls | Blancs et nuls         | Blancs et nuls | 3 201        | 7,48         | 3 501       | 8,01        |  |
| Exprimés       | Exprimés               | Exprimés       | 39 596       | 92,52        | 40 186      | 91,99       |  |

Le suppléant de Paul Quilès était Jacques Goulesque.

### Élections de 1997
| Candidat       | Candidat                  | Parti             | Premier tour | Premier tour | Second tour | Second tour |  |
| Candidat       | Candidat                  | Parti             | Voix         | %            | Voix        | %           |  |
| -------------- | ------------------------- | ----------------- | ------------ | ------------ | ----------- | ----------- |  |
|                | Paul Quilès sortant réélu | PS                | 16 561       | 42,16        | 25 514      | 64,77       |  |
|                | Richard Canac             | UDF (PPDF)        | 8 827        | 22,47        | 13 879      | 35,23       |  |
|                | Nelly Foissac             | PCF               | 4 835        | 12,31        |             |             |  |
|                | Frédéric Cabrolier        | FN                | 3 962        | 10,09        |             |             |  |
|                | Jean-Marc Vieules         | LDI (MPF)         | 1 464        | 3,73         |             |             |  |
|                | Rosine Caminade           | Les Verts         | 1 418        | 3,61         |             |             |  |
|                | Vincent Lopez             | LO                | 753          | 1,92         |             |             |  |
|                | Gilles Jeanjean           | LCR               | 523          | 1,33         |             |             |  |
|                | Didier Leroy              | US4J              | 509          | 1,3          |             |             |  |
|                | Jean-Pierre Valentin      | Divers écologiste | 425          | 1,08         |             |             |  |
|                |                           |                   |              |              |             |             |  |
| Inscrits       | Inscrits                  | Inscrits          | 55 287       | 100,00       | 55 272      | 100,00      |  |
| Abstentions    | Abstentions               | Abstentions       | 13 429       | 24,29        | 12 539      | 22,69       |  |
| Votants        | Votants                   | Votants           | 41 858       | 75,71        | 42 733      | 77,31       |  |
| Blancs et nuls | Blancs et nuls            | Blancs et nuls    | 2 581        | 6,17         | 3 340       | 7,82        |  |
| Exprimés       | Exprimés                  | Exprimés          | 39 277       | 93,83        | 39 393      | 92,18       |  |

Le suppléant de Paul Quilès était Jean-Luc Suarez, maire adjoint de Saint-Benoit-de-Carmaux, directeur d'un centre d'animation jeunesse.

### Élections de 2002
| Candidat       | Candidat                  | Parti            | Premier tour | Premier tour | Second tour | Second tour |  |
| Candidat       | Candidat                  | Parti            | Voix         | %            | Voix        | %           |  |
| -------------- | ------------------------- | ---------------- | ------------ | ------------ | ----------- | ----------- |  |
|                | Paul Quilès sortant réélu | PS               | 16 234       | 38,91        | 21 527      | 61,09       |  |
|                | Richard de Puymorin       | UMP              | 5 562        | 14,17        | 13 714      | 38,91       |  |
|                | Frédéric Esquevin         | Divers droite    | 5 290        | 13,47        |             |             |  |
|                | Frédéric Cabrolier        | FN               | 3 725        | 9,49         |             |             |  |
|                | Rolland Foissac           | PCF              | 3 511        | 8,94         |             |             |  |
|                | Guillaume Cros            | Les Verts        | 1 157        | 2,95         |             |             |  |
|                | Colette Resplandy         | CPNT             | 1 078        | 2,75         |             |             |  |
|                | Gilles Jeanjean           | LCR              | 967          | 2,46         |             |             |  |
|                | Vincent Lopez             | LO               | 452          | 1,15         |             |             |  |
|                | Alain Geffray             | Pôle républicain | 399          | 1,02         |             |             |  |
|                | Jean-Pierre Moreno        | MHAN             | 398          | 1,01         |             |             |  |
|                | Béatrice Machinal         | MNR              | 338          | 0,86         |             |             |  |
|                | Sandrine Grelet           | GÉ               | 149          | 0,38         |             |             |  |
|                | Michael Jean-Voldemar     | Divers           | 0            | 0            |             |             |  |
|                |                           |                  |              |              |             |             |  |
| Inscrits       | Inscrits                  | Inscrits         | 56 066       | 100,00       | 56 066      | 100,00      |  |
| Abstentions    | Abstentions               | Abstentions      | 15 316       | 27,32        | 18 013      | 32,13       |  |
| Votants        | Votants                   | Votants          | 40 750       | 72,68        | 38 053      | 67,87       |  |
| Blancs et nuls | Blancs et nuls            | Blancs et nuls   | 1 490        | 3,66         | 2 812       | 7,39        |  |
| Exprimés       | Exprimés                  | Exprimés         | 39 260       | 96,34        | 35 241      | 92,61       |  |

Le suppléant de Paul Quilès était Jean-Luc Suarez, directeur du développement commercial Sud-Ouest d'un grand groupe.

### Élections de 2007
| Candidat       | Candidat                    | Parti          | Premier tour | Premier tour | Second tour | Second tour |  |
| Candidat       | Candidat                    | Parti          | Voix         | %            | Voix        | %           |  |
| -------------- | --------------------------- | -------------- | ------------ | ------------ | ----------- | ----------- |  |
|                | Jacques Valax élu           | PS             | 13 847       | 37,00        | 22 744      | 62,67       |  |
|                | Jacqueline Bousquet-Salmani | UMP            | 9 368        | 25,03        | 13 545      | 37,33       |  |
|                | Roland Foissac              | PCF            | 5 590        | 14,94        |             |             |  |
|                | Frédéric Esquevin           | Divers droite  | 2 954        | 7,89         |             |             |  |
|                | Frédéric Cabrolier          | FN             | 1 508        | 4,03         |             |             |  |
|                | Guillaume Cros              | Les Verts      | 1 090        | 2,91         |             |             |  |
|                | Claude Roelens-Dequidt      | LCR            | 910          | 2,43         |             |             |  |
|                | Véronique Barragon          | CPNT           | 588          | 1,57         |             |             |  |
|                | Jean-Pierre Moreno          | MHAN           | 497          | 1,33         |             |             |  |
|                | Vincent Lopez               | LO             | 290          | 0,77         |             |             |  |
|                | Jacques Prissette           | MNR            | 283          | 0,76         |             |             |  |
|                | Pascal Fiaut                | NC             | 274          | 0,73         |             |             |  |
|                | Michel Roumy                | Divers         | 225          | 0,60         |             |             |  |
|                |                             |                |              |              |             |             |  |
| Inscrits       | Inscrits                    | Inscrits       | 57 444       | 100,00       | 57 444      | 100,00      |  |
| Abstentions    | Abstentions                 | Abstentions    | 18 659       | 32,48        | 18 796      | 32,72       |  |
| Votants        | Votants                     | Votants        | 38 785       | 67,52        | 38 648      | 67,28       |  |
| Blancs et nuls | Blancs et nuls              | Blancs et nuls | 1 361        | 3,51         | 2 359       | 6,1         |  |
| Exprimés       | Exprimés                    | Exprimés       | 37 424       | 96,49        | 36 289      | 93,9        |  |

### Élections de 2012
| Candidat       | Candidat                       | Parti               | Premier tour | Premier tour | Second tour | Second tour |  |
| Candidat       | Candidat                       | Parti               | Voix         | %            | Voix        | %           |  |
| -------------- | ------------------------------ | ------------------- | ------------ | ------------ | ----------- | ----------- |  |
|                | Gérard Poujade                 | PS                  | 18 985       | 35,71        | 24 372      | 49,21       |  |
|                | Philippe Folliot sortant réélu | AC (MoDem, NC, PRV) | 13 090       | 24,62        | 25 156      | 50,79       |  |
|                | Richard Amalvy                 | UMP                 | 8 414        | 15,83        |             |             |  |
|                | Frédéric Cabrolier             | FN                  | 7 019        | 13,20        |             |             |  |
|                | Géraldine Rouquette            | FG (PCF)            | 3 267        | 6,14         |             |             |  |
|                | Benoist Couliou                | EÉLV                | 1 767        | 3,32         |             |             |  |
|                | Fanny Tourraille               | NPA                 | 282          | 0,53         |             |             |  |
|                | Vincent Lopez                  | LO                  | 182          | 0,34         |             |             |  |
|                | Jean-Pierre Roustit            | AÉI                 | 160          | 0,30         |             |             |  |
|                |                                |                     |              |              |             |             |  |
| Inscrits       | Inscrits                       | Inscrits            | 83 084       | 100,00       | 83 057      | 100,00      |  |
| Abstentions    | Abstentions                    | Abstentions         | 28 989       | 34,89        | 30 797      | 37,08       |  |
| Votants        | Votants                        | Votants             | 54 095       | 65,11        | 52 260      | 62,92       |  |
| Blancs et nuls | Blancs et nuls                 | Blancs et nuls      | 929          | 1,72         | 2 732       | 5,23        |  |
| Exprimés       | Exprimés                       | Exprimés            | 53 166       | 98,28        | 49 528      | 94,77       |  |

### Élections de 2017
|                                                                      | |                           |                           |                          |                          |
|                                                                      | | Premier tour 11 juin 2017 | Premier tour 11 juin 2017 | Second tour 18 juin 2017 | Second tour 18 juin 2017 |
|                                                                      | |                           |                           |                          |                          |
|                                                                      | | Nombre                    | % des inscrits            | Nombre                   | % des inscrits           |
| Inscrits                                                             | Inscrits | 83 771                    | 100,00                    | 83 763                   | 100,00                   |
| Abstentions                                                          | Abstentions | 38 097                    | 45,48                     | 43 181                   | 51,55                    |
| Votants                                                              | Votants | 45 674                    | 54,52                     | 40 582                   | 48,45                    |
|                                                                      | |                           | % des votants             |                          | % des votants            |
| Bulletins blancs                                                     | Bulletins blancs                                                                                                   | 961                       | 2,10                      | 3 354                    | 8,26                     |
| Bulletins nuls                                                       | Bulletins nuls | 557                       | 1,22                      | 1 919                    | 4,73                     |
| Suffrages exprimés                                                   | Suffrages exprimés                                                                                                 | 44 156                    | 96,68                     | 35 309                   | 87,01                    |
|                                                                      | |                           |                           |                          |                          |
| Candidat Étiquette politique (partis et alliances)                   | Candidat Étiquette politique (partis et alliances)                                                                 | Voix                      | % des exprimés            | Voix                     | % des exprimés           |
|                                                                      | |                           |                           |                          |                          |
|                                                                      | Philippe Folliot (député sortant) Alliance centriste                                                               | 14 404                    | 32,62                     | 24 959                   | 70,69                    |
|                                                                      | Frédéric Cabrolier Front national                                                                                  | 6 903                     | 15,63                     | 10 350                   | 29,31                    |
|                                                                      | Pierre Laporte Divers (577-Les Indépendants)                                                                       | 5 841                     | 13,23                     |                          |                          |
|                                                                      | Tenhinan Hadji La France insoumise                                                                                 | 4 759                     | 10,78                     |                          |                          |
|                                                                      | Patrice Bédier Parti socialiste (Parti radical de gauche)                                                          | 3 904                     | 8,84                      |                          |                          |
|                                                                      | Anne-Michèle Bianchi Les Républicains (Union des démocrates et indépendants - Chasse, pêche, nature et traditions) | 3 604                     | 8,16                      |                          |                          |
|                                                                      | Julia Rivet Écologiste                                                                                             | 1 550                     | 3,51                      |                          |                          |
|                                                                      | André Boudes Parti communiste français                                                                             | 919                       | 2,08                      |                          |                          |
|                                                                      | Luc Couderc Debout la France                                                                                       | 825                       | 1,87                      |                          |                          |
|                                                                      | Jean-Pierre Roustit Alliance écologiste indépendante                                                               | 485                       | 1,10                      |                          |                          |
|                                                                      | Alba O'Neill Parti animaliste                                                                                      | 344                       | 0,78                      |                          |                          |
|                                                                      | Éric Chavegrand Lutte ouvrière                                                                                     | 311                       | 0,70                      |                          |                          |
|                                                                      | Thierry Scandella Union populaire républicaine                                                                     | 307                       | 0,70                      |                          |                          |
| Source : Ministère de l'Intérieur - Première circonscription du Tarn | |                           |                           |                          |                          |

### Élections de 2022
| Résultats des élections législatives des 12 et 19 juin 2022 de la 1re circonscription du Tarn |                          |                          |                          |              |              |             |             |
| Candidat,                                                                                     | Candidat,                | Parti et coalition       | Nuance                   | Premier tour | Premier tour | Second tour | Second tour |
| Candidat,                                                                                     | Candidat,                | Parti et coalition       | Nuance                   | Voix         | %            | Voix        | %           |
|                                                                                               | Gérard Poujade           | LFI (NUPES)              | NUP                      | 9 529        | 21,37        | 16 900      | 46,91       |
|                                                                                               | Frédéric Cabrolier       | RN                       | RN                       | 8 999        | 20,18        | 19 125      | 53,09       |
|                                                                                               | Muriel Roques-Étienne    | LREM (ENS)               | ENS                      | 8 600        | 19,29        |             |             |
|                                                                                               | Julie Capo-Ortega        | AC (ÉMP)                 | DVD                      | 4 277        | 9,59         |             |             |
|                                                                                               | Étienne Moulin           | PRG - PS diss.           | DVG                      | 4 186        | 9,39         |             |             |
|                                                                                               | Roland Gilles            | DVD                      | DVD                      | 2 391        | 5,36         |             |             |
|                                                                                               | Rodolphe Pirès           | LR (UDC)                 | LR                       | 1 856        | 4,16         |             |             |
|                                                                                               | Stéphane Bardy           | REC                      | REC                      | 1 489        | 3,34         |             |             |
|                                                                                               | Johann Ricci             | Horizons diss.           | DVD                      | 1 186        | 2,66         |             |             |
|                                                                                               | Patricia Andrieu         | EA!                      | ECO                      | 1 075        | 2,41         |             |             |
|                                                                                               | Philippe Lapeyre         | LP (UPF)                 | DSV                      | 637          | 1,43         |             |             |
|                                                                                               | Éric Chavegrand          | LO                       | DXG                      | 368          | 0,83         |             |             |
| Votes valides                                                                                 | Votes valides            | Votes valides            | Votes valides            | 44 593       | 97,41        | 36 025      | 82,22       |
| Votes blancs                                                                                  | Votes blancs             | Votes blancs             | Votes blancs             | 748          | 1,63         | 5 411       | 12,35       |
| Votes nuls                                                                                    | Votes nuls               | Votes nuls               | Votes nuls               | 439          | 0,96         | 2 378       | 5,43        |
| Total                                                                                         | Total                    | Total                    | Total                    | 45 780       | 100          | 43 814      | 100         |
| Abstention                                                                                    | Abstention               | Abstention               | Abstention               | 39 343       | 46,22        | 41 315      | 48,53       |
| Inscrits / participation                                                                      | Inscrits / participation | Inscrits / participation | Inscrits / participation | 85 123       | 53,78        | 85 129      | 51,47       |

### Élections de 2024
| Candidat                          | Candidat                   | Parti          | Premier tour | Premier tour | Second tour | Second tour |  |
| Candidat                          | Candidat                   | Parti          | Voix         | %            | Voix        | %           |  |
| --------------------------------- | -------------------------- | -------------- | ------------ | ------------ | ----------- | ----------- |  |
|                                   | Frédéric Cabrolier sortant | RN             | 23 237       | 39,53        | 25 322      | 43,77       |  |
|                                   | Philippe Bonnecarrère élu  | AC (ENS)       | 17 352       | 29,52        | 32 529      | 56,23       |  |
|                                   | Margot Lapeyre             | PS (NFP)       | 16 673       | 28,37        | Retrait     | Retrait     |  |
|                                   | Denis Rouquette            | REC            | 769          | 1,31         |             |             |  |
|                                   | Eric Chavegrand            | LO             | 567          | 0,66         |             |             |  |
|                                   | Orphée Pauthier            | Divers gauche  | 178          | 0,30         |             |             |  |
|                                   |                            |                |              |              |             |             |  |
| Inscrits                          | Inscrits                   | Inscrits       | 85 344       | 100,00       | 85 364      | 100,00      |  |
| Abstentions                       | Abstentions                | Abstentions    | 24 571       | 28,79        | 24 356      | 28,53       |  |
| Votants                           | Votants                    | Votants        | 60 773       | 71,21        | 61 008      | 71,47       |  |
| Blancs et nuls                    | Blancs et nuls             | Blancs et nuls | 1 997        | 3,29         | 3 157       | 5,17        |  |
| Exprimés                          | Exprimés                   | Exprimés       | 58 776       | 96,71        | 57 851      | 94,83       |  |
| Source : Ministère de l'Intérieur |                            |                |              |              |             |             |  |

La suppléante de Philippe Bonnecarrère était Julie Capo Ortega, adjointe au maire de Castres.

#### Département du Tarn
- La fiche de l'INSEE de cette circonscription : « Tableaux et Analyses de la première circonscription du Tarn », sur insee.fr, site de l'Institut national de la statistique et des études économiques (consulté le 10 juin 2007) [PDF]
- « Tous les députés du département du Tarn depuis 1789 » [archive du 28 septembre 2007], sur assemblee-nationale.fr, site de l'Assemblée nationale française (consulté le 10 juin 2007)
- « Informations contentieuses sur le département du Tarn (Élections législatives de 2002) »(Archive.org • Wikiwix • Archive.is • Google • Que faire ?), sur conseil-constitutionnel.fr, site du Conseil constitutionnel (consulté le 13 juin 2007)

#### Circonscriptions en France
- « Carte des circonscriptions législatives en France », sur assemblee-nationale.fr, site de l'Assemblée nationale française (consulté le 10 juin 2007)
- « Résultats électoraux officiels en France »(Archive.org • Wikiwix • Archive.is • Google • Que faire ?), sur interieur.gouv.fr, site du ministère de l'Intérieur (France) (consulté le 13 juin 2007)
- Description et Atlas des circonscriptions électorales de France sur http://www.atlaspol.com, Atlaspol, site de cartographie géopolitique, consulté le 13 juin 2007.